# Ständiger Ausschuss des Nationalen Volkskongresses
- KPCh: 119
- CDL: 9
- CGFD: 7
- CDPBA: 7
- RKK: 6
- Jiusan: 5
- ZGP: 3
- DST: 3
- CGDNA: 3
- Unabh.: 10
- vakant: 3

Der Ständige Ausschuss des Nationalen Volkskongresses (NPCSC; chinesisch 全國人民代表大會常務委員會 / 全国人民代表大会常务委员会, Pinyin Quánguó Rénmín Dàibiǎo Dàhuì Chángwù Wěiyuánhuì, englisch Standing Committee of the National People's Congress) ist ein Komitee von 175 Mitgliedern des Nationalen Volkskongresses (NPC) der Volksrepublik China, welcher zwischen Plenartreffen des NPC einberufen wird. Gemäß der Verfassung der Volksrepublik China bearbeitet der Ständige Ausschuss Gesetzgebungen innerhalb einer vom NPC gestellten Frist, womit er de facto das Parlament der Volksrepublik ist. Der Vorsitzende, seit März 2018 Li Zhanshu, steht durch sein Amt in der Protokollarischen Rangordnung der Volksrepublik an dritthöchster Stelle.
Der Ständige Ausschuss hat quasi juristische Funktionen, indem er die Autorität hat, Gesetze auszulegen. Ein bedeutender Vorfall ist die Auslegung des Aufenthaltsrechts in der Sonderverwaltungszone Hongkong (sog. Ng Ka Ling Fall) durch den Ständigen Ausschuss 1999. Gleichzeitig hat er das ausschließliche Vorschlagsrecht für Regierungsämter.

## Hauptmitglieder

### Zehnter Nationaler Volkskongress (2003 bis 2008)
Vorsitzender:
- Wu Bangguo

Vizevorsitzende:
- Wang Zhaoguo
- Li Tieying
- Ismail Amat
- He Luli
- Ding Shisun
- Cheng Siwei
- Xu Jialu
- Jiang Zhenghua
- Gu Xiulian
- Raidi
- Sheng Huaren
- Lu Yongxiang
- Uyunqimg
- Han Qide
- Fu Tieshan

### Elfter Nationaler Volkskongress (2008 bis 2013)
Vorsitzender:
- Wu Bangguo

Vizevorsitzende:
- Wang Zhaoguo
- Lu Yongxiang
- Uyunqimg
- Han Qide
- Hua Jianmin
- Chen Zhili
- Zhou Tienong
- Li Jianguo
- Ismail Tiliwaldi
- Jiang Shusheng
- Chen Changzhi
- Yan Junqi
- Sang Guowei

### Zwölfter Nationaler Volkskongress (2013 bis 2018)
Vorsitzender:
- Zhang Dejiang

Vizevorsitzende:
- Li Jianguo
- Wang Shengjun
- Chen Changzhi
- Yan Junqi
- Wang Chen
- Shen Yueyue
- Ji Bingxuan
- Zhang Ping
- Qamba Püncog
- Arken Imirbaki
- Wan Exiang
- Zhang Baowen
- Chen Zhu

### Dreizehnter Nationaler Volkskongress (seit 2018)
Vorsitzender:
- Li Zhanshu

Vizevorsitzende:
- Wang Chen
- Cao Jianming
- Zhang Chunxian
- Shen Yueyue
- Ji Bingxuan
- Arken Imirbaki
- Wan Exiang
- Chen Zhu
- Wang Dongming
- Padma Choling
- Ding Zhongli
- Hao Mingjin
- Cai Dafeng
- Wu Weihua

## Vorsitzende des Ständigen Ausschusses
- Liu Shaoqi (1954–1959)
- Zhu De (1959–1976)
- (Vakanz 1976–1978)
- Ye Jianying (1978–1983)
- Peng Zhen (1983–1988)
- Wan Li (1988–1993)
- Qiao Shi (1993–1998)
- Li Peng (1998–2003)
- Wu Bangguo (2003–2013)
- Zhang Dejiang (2013–2018)
- Li Zhanshu (seit März 2018)